# Sandlapper 200 1967
Sandlapper 200 1967 var ett stockcarlopp ingående i Nascar Grand National Series (nuvarande Nascar Cup Series) som kördes 17 augusti 1967 på den 0,5 mile (804,672 m) långa ovalbanan Columbia Speedway i Cayce, en förort till Columbia i South Carolina. Totalt avverkades 100 miles (160,934 km) fördelat på 200 varv. Banunderlaget var dirt. Loppet vanns av Richard Petty i en Plymouth på tiden 1:33.21 körande för Petty Enterprises. Pettys snitthastighet uppgick till 64,274 mph. Han var vid målgång ensam förare på ledarvarvet, ett varv före tvåan John Sears. Det var Pettys 67:e vinst av totalt 200 i karriären. Prispotten uppgick till 4 740 dollar, varav 1 100 dollar gick till segraren.

## Resultat
| Plc     | Nr | Förare          | Team/ bilägare           | Konstruktör | Start | Varv | Ledda varv |
| ------- | -- | --------------- | ------------------------ | ----------- | ----- | ---- | ---------- |
| 1       | 43 | Richard Petty   | Petty Enterprises        | Plymouth    | 1     | 200  | 29         |
| 2       | 4  | John Sears      | DeWitt Racing            | Ford        | 3     | 199  | 0          |
| 3       | 64 | Elmo Langley    | Langley-Woodfield Racing | Ford        | 9     | 197  | 0          |
| 4       | 2  | Bobby Allison   | J.D. Bracken             | Chevrolet   | 5     | 197  | 171        |
| 5       | 48 | James Hylton    | Bud Hartje               | Dodge       | 8     | 196  | 0          |
| 6       | 20 | Clyde Lynn      | Negre Racing             | Ford        | 15    | 191  | 0          |
| 7       | 02 | Doug Cooper     | Bob Cooper               | Chevrolet   | 19    | 184  | 0          |
| 8       | 76 | Earl Brooks     | Don Culpepper            | Ford        | 20    | 182  | 0          |
| 9       | 97 | Henley Gray     | Gray Racing              | Ford        | 14    | 181  | 0          |
| 10      | 34 | Wendell Scott   | Scott Racing             | Ford        | 13    | 178  | 0          |
| 11      | 35 | Harold Stockton | Ken Carpenter            | Oldsmobile  | 21    | 150  | 0          |
| 12      | 9  | Roy Tyner       | Truett Rodgers           | Chevrolet   | 17    | 143  | 0          |
| 13      | 31 | Bill Ervin      | Ralph Murphy             | Ford        | 23    | 109  | 0          |
| 14      | 91 | Neil Castles    | Neil Castles             | Plymouth    | 18    | 101  | 0          |
| 15      | 55 | Tiny Lund       | Lyle Stelter             | Ford        | 4     | 96   | 0          |
| 16      | 07 | George Davis    | George Davis             | Chevrolet   | 16    | 73   | 0          |
| 17      | 6  | Buddy Baker     | Owens Racing             | Dodge       | 2     | 69   | 0          |
| 18      | 57 | George Poulos   | George Poulos            | Plymouth    | 22    | 67   | 0          |
| 19      | 54 | Tom Raley       | Tom Raley                | Ford        | 12    | 65   | 0          |
| 20      | 14 | Jim Paschal     | Tom Friedkin             | Plymouth    | 6     | 55   | 0          |
| 21      | 45 | Bill Seifert    | Seifert Racing           | Ford        | 10    | 52   | 0          |
| 22      | 18 | Dick Johnson    | Dick Johnson             | Ford        | 7     | 12   | 0          |
| 23      | 75 | Jackie Fox      | Gene Black               | Ford        | 24    | 6    | 0          |
| 24      | 29 | Dick Hutcherson | Bondy Long               | Ford        | 11    | 3    | 0          |
| Källor: |    |                 |                          |             |       |      |            |